# Еди куле
Вижте пояснителната страница за други значения на Еди куле.
Едѝ кулѐ (на турски: Yedi Kule, Седем кули, на гръцки: Γεντί Κουλέ) или Ептапиргио (на гръцки: Επταπύργιο – Седем кули) е средновековна крепост с кули в североизточната част на Солун, Гърция.

## Местоположение
Крепостта Еди куле се намира се намира в североизточния край на солунските укрепленя, в рамките на Акропола. Състои се от две част - византийската крепост от десет кули с междукуловите пространства и периметъра, както и по-новите затворнически сгради, които са построени вътре и извън крепостта.

## История
Крепостта в сегашния си вид е от XIV век. Солун пада в османски ръце в 1430 година. На следната 1431 година Чауш бей добавя кулата на централния вход. Последната добавка е кулата на Йеди Куле, дала името си на целия крепостен комплекс.
През 1890 година крепостта е превърната в затвор. При това преустройство съществуващите вътре сгради са разрушени и от тях няма следа. Промените в укрепленията не са значителни, въпреки че основната им роля е обърната - вместо да защитават жителите от външна заплаха, те започват да служат за изолиране на затворниците от външния свят.
По двете страни на стените са построени нови сгради, за да се подобри функционалността на новия затвор. Вътрешният двор е разделен с огради на пет отделни части, като в центъра им се е помещавала централната наблюдателна кула. Затворът има параклис и други пристройки. Североизточната кула е разрушена по време на Втората световна война. Във външните сгради, от южната страна на замъка, се помещават администрацията, женският затвор, а на запад - изолаторите.
По време на Междусъюзническата война революционерът и македоно-одрински опълченец в Сборната партизанска рота на Македоно-одринското опълчение Васил Иванов с още 25 опълченци прекарва 7 месеца в Еди куле. В спомените си, книгата „Отрязаната глава“, описва кулата така:
| „ | Затворът Еди-Куле е стара римска постройка, входът е кемерлия с малка тесна врата, която се е притваряла с тежка камена плоча, окачена на синджири и с макара се е дигала за отваряне и спущала за затваряне. Тая камена плоча беше изоставена от турците, и я беха заменили с железна. Вътре са осем кауши – отделения с четири двора за разхождане, обаче преградени един от друг с високи дебели стени. Затворът е обграден с камен зид, висок 15—20 метра. Постройката на зида е наистина архитектурно чудо и днешните архитекти биха се позамислили при направата на нещо подобно. По този висок камен зид се разхождат свободно часовите на затвора. Върху самия зид са построени, пак от незапомнени времена седем кули, които и сега служат за караулни помещения, а от тех затвора си носи и названието „Еди Куле“. Тия зидове не позволяваха на затворниците да виждат нищо, освен тесния двор и парче от синеещото се небо, високо-високо некъде, от където не иде нито утеха, нито радост за мъчителните дни, които преживяват осъдените на вечен затвор. Вкараха ни в кауша. Той е продълговато помещение, подобно на казарма, 35 метра дълго и 10 м. широко. Леглата беха наредени от страни и по средата с оставени пътеки за минаване. | “ |

В Еди куле, сутринта на 27 август 1948 година гръцките власти екзекутират българския офицер Андон Калчев.